# グリーンドア
『グリーンドア』
（Behind the Green Door）は、1972年にアメリカ合衆国で初めて広範囲にわたり公開されたハードコアポルノ映画。監督／ミッチェル・ブラザース、出演／マリリン・チェンバース（グロリア・ソーンダース役）。映画は彼女のセックスシアターへの拉致を描写し、そこで彼女は観衆の前で複数の相手との様々な性行為を強制される。ミッチェル・ブラザーズは彼女の誘拐犯として出演している。
映画は多数のカーボンコピーによって流布された、同タイトルの作者不明の短編小説から製作された。物語のタイトルは、1956年のヒット曲『The Green Door』からとられている。

## 反響
映画の公開前に、マリリン・チェンバースは、プロクター・アンド・ギャンブルの粉せっけん「アイボリースノー」のモデルを務めていた。映画の公開後、プロクター・アンド・ギャンブルは意図せず映画の宣伝に加担してしまっているとし、彼女主演の全ての製品と広告を回収し、契約を打ち切った。同年後半に公開された『ディープ・スロート』と共に、この映画は「洗練されたポルノ」のブームを巻き起こし、現在「ポルノの黄金時代」と呼ばれている時代の先駆けとなった。60,000ドルの予算で作られた映画は、最終的に2500万ドル以上を稼ぎだした。（ミッチェル兄弟によるビデオリリースを含む）

## 余波
1986年、ミッチェル兄弟はこの映画の続編を製作した。歌手のシャロン・マクナイトが監督、ミッシーと名付けられた新人が主演を務めた。（彼女は当時アーティー・ミッチェルのガールフレンドで、役を与えるよう強要したと伝えられる）。すべてのセックス演技者がコンドームその他の避妊具を使用したこの映画は、興行的に大失敗に終わり、ミッチェル兄弟に数十万ドルもの損害をもたらした。

## 日本公開
日本東京は丸の内東映パラスと新宿東急の二館で封切られた（他地区は不明）。プロモーションのため、マリリン・チェンバースが1976年8月に来日し、記者会見では圧巻の脱ぎっぷりを見せ、1976年8月29日に新宿東急前でサイン会を行った。マリリンは新宿の歩行者天国でオールヌードで歩く気だったが、逮捕されては困ると宣伝部に止められ、代わりに胸は丸見えのシースルーでサイン会を行った。サインは宣伝部がそこらにマリリンのオールヌードのブロマイドをばら撒き、それを拾って持って行けばサインをしてくれるという荒いプロモーションだった。

## 豆知識
この映画のシーンは、映画『キャノンボール』の中で見られる。ジャッキー・チェンの演じるキャラクターが彼のハイテク車でそれを見ていて、事故を起こしそうになる。